# Epichrysocharis burwelli
Epichrysocharis burwelli är en stekelart som beskrevs av Schauff 2000. Epichrysocharis burwelli ingår i släktet Epichrysocharis och familjen finglanssteklar. Inga underarter finns listade i Catalogue of Life.